# Puchar Polski w piłce siatkowej mężczyzn (1932)
Puchar Polski w piłce siatkowej mężczyzn 1932 (oficjalnie: Puchar Polskiego Związku Gier Sportowych) – 1. sezon rozgrywek o siatkarski Puchar Polski, zwany także zimowymi mistrzostwami Polski. W turnieju mogły wziąć udział drużyny, które zwyciężyły w eliminacjach okręgowych.

## Rozgrywki
Uczestniczące w rozgrywkach drużyny zostały podzielone na dwie grupy, z których do finału kwalifikowały się po dwa zespoły. W grupach i w finale grano systemem "każda drużyna z każdą".
- Grupa I : TG Sokół Macierz Lwów, Gryf Toruń, AZS Warszawa.

 Wyniki grupy I
| Data       | Drużyna 1          | Wynik | Drużyna 2    | Sety         |
| ---------- | ------------------ | ----- | ------------ | ------------ |
| 20.02.1932 | Sokół Macierz Lwów | 1:0   | Gryf Toruń   | 30:7 (15:6)  |
| 20.02.1932 | Sokół Macierz Lwów | 1:0   | AZS Warszawa | 25:21 (15:6) |
| 20.02.1932 | AZS Warszawa       | 1:0   | Gryf Toruń   | 30:12 (15:2) |

- Grupa II: ŁKS Łódź, ZS Strzelec Wilno, Cracovia.

 Wyniki grupy II
| Data       | Drużyna 1 | Wynik | Drużyna 2      | Sety          |
| ---------- | --------- | ----- | -------------- | ------------- |
| 20.02.1932 | ŁKS Łódź  | 1:0   | Strzelec Wilno | 30:11 (15:2)  |
| 20.02.1932 | Cracovia  | 1:0   | Strzelec Wilno | 30:14 (15:7)  |
| 20.02.1932 | ŁKS Łódź  | 1:0   | Cracovia       | 29:25 (15:10) |

W finale zagrały :  TG Sokół Macierz Lwów, AZS Warszawa, ŁKS Łódź, Cracovia.
 Wyniki fazy finałowej 
| Data       | Drużyna 1          | Wynik | Drużyna 2          | Sety          |
| ---------- | ------------------ | ----- | ------------------ | ------------- |
| 21.02.1932 | Sokół Macierz Lwów | 1:0   | Cracovia           | 29:22 (14:15) |
| 21.02.1932 | ŁKS Łódź           | 1:0   | AZS Warszawa       | 24:22 (15:5)  |
|            |                    |       |                    |               |
| 21.02.1932 | Sokół Macierz Lwów | 1:0   | AZS Warszawa       | 27:25 (15:10) |
| 21.02.1932 | Cracovia           | 1:0   | ŁKS Łódź           | 27:25 (11:15) |
|            |                    |       |                    |               |
| 21.02.1932 | Cracovia           | 1:0   | AZS Warszawa       | 25:23 (10:15) |
| 21.02.1932 | ŁKS Łódź           | 1:0   | Sokół Macierz Lwów | 30:21 (15:9)  |

Wobec równej ilości punktów ŁKS-u, Sokoła i Cracovii o poszczególnych miejscach w klasyfikacji końcowej decydował lepszy stosunek punktów zdobytych przez drużyny (79:70, 77:77, 74:77).

## Skład zdobywcy pucharu Polski
ŁKS Łódź: A. Welnic, R. Chłodziński, S. Olczak, E. Ałaszewski, W. Krauze, S. Weigt.

## Klasyfikacja końcowa
| Miejsce | Drużyna            |
| ------- | ------------------ |
| złoto   | ŁKS Łódź           |
| 2.      | Sokół Macierz Lwów |
| 3.      | Cracovia           |
| 4.      | AZS Warszawa       |
| 5.      | Strzelec Wilno     |
| 6.      | Gryf Toruń         |